# Mexborough
Mexborough is een stad in het bestuurlijke gebied Doncaster, in het Engelse graafschap South Yorkshire. Gelegen op de noordelijke oever van de rivier Don, waar deze in het westen samenloopt met de Dearne, telt Mexborough 14.620 inwoners (2001).
Van oudsher was een marktstad, maar groeide dankzij de komst van de mijnbouw en vervaardiging van keramiek. De spoorwegverbinding was vroeger eveneens een belangrijke bron van werkgelegenheid.
Jaarlijks in april vindt het "Concertinas"-muziekfestival plaats, waarbij de accordeon-elite van de wereld samenkomt in het Royal Eletric Theatre.

## Bekende (oud-)bewoners
- Keith Barron - acteur en televisiepresentator (hier geboren in 1934) (overleden 2017)
- Brian Blessed - acteur (hier geboren in 1936)
- Mike Hawthorn - autocoureur en wereldkampioen Formule 1 in 1958.
- Ted Hughes - dichter en schrijver van kinderboeken.
- Dennis Priestley - darter en tweevoudig wereldkampioen in 1991 en 1994.